# Mount Bolanos
Mount Bolanos är ett berg i Guam (USA).   Det är gränspunkt mellan kommunerna Inarajan, Talofofo och Umatac, i den sydvästra delen av Guam, 21 km söder om huvudstaden Hagåtña. Toppen på Mount Bolanos är 379 meter över havet.